# Vela ai Giochi della XXIX Olimpiade - Tornado
Le gare di vela della classe Tornado valide per la XXIX Olimpiade si sono svolte dal 15 al 21 agosto 2008 a Qingdao nella Qingdao International Sailing Centre. Hanno partecipato alla competizione 15 equipaggi.
I punti sono stati assegnati in base alle posizioni finali in ciascuna regata (1 al primo, 2 al secondo etc.). Sono stati considerati i migliori 9 punteggi delle dieci regate di qualificazione, e ciascun equipaggio ha potuto scartare il punteggio più alto. I 10 equipaggi con il punteggio più basso hanno gareggiato in un'ultima regata, chiamata "Medal Race" in cui il punteggio valeva doppio e andava a sommarsi a quello delle 9 regate di qualificazione.
In caso di squalifica, o di mancata partenza per una regata, all'equipaggio venivano assegnati 28 punti per quella regata (21 nell'ultima) ovvero uno in più di quanti ne avrebbe avuto se si fosse classificata ultimo.

## Medaglie
| Posizione | Atleta                           | Paese     |
| --------- | -------------------------------- | --------- |
|           | Antón Paz e Fernando Echavarri   | Spagna    |
|           | Darren Bundock e Glenn Ashby     | Australia |
|           | Santiago Lange e Carlos Espínola | Argentina |

## Risultati
| Pos. | Atleta                                            | Regata | Regata | Regata | Regata | Regata | Regata | Regata | Regata | Regata | Regata | Regata     |     | Punteggio |
| Pos. | Atleta                                            | 1      | 2      | 3      | 4      | 5      | 6      | 7      | 8      | 9      | 10     | Medal Race |     | Punteggio |
| ---- | ------------------------------------------------- | ------ | ------ | ------ | ------ | ------ | ------ | ------ | ------ | ------ | ------ | ---------- | --- | --------- |
|      | Spagna Antón Paz Fernando Echavarri               | 1      | 6      | 1      | 4      | 7      | 13     | 1      | 7      | 1      | 8      | 8          | 44  |           |
|      | Australia Darren Bundock Glenn Ashby              | 5      | 4      | 3      | 1      | 5      | 9      | 2      | 8      | 7      | 4      | 10         | 49  |           |
|      | Argentina Santiago Lange Carlos Espínola          | 13     | 1      | 1      | 12     | 4      | 6      | 9      | 1      | 9      | 1      | 12         | 56  |           |
| 4    | Canada Oskar Johansson Kevin Stittle              | 8      | 3      | 9      | 9      | 1      | 15     | 11     | 12     | 2      | 2      | 4          | 61  |           |
| 5    | Paesi Bassi Mitch Booth Pim Nieuwenhuis           | 3      | 13     | 8      | 3      | 10     | 2      | 8      | 3      | 11     | 10     | 6          | 64  |           |
| 6    | Regno Unito Leigh McMillan Will Howden            | 6      | 8      | 13     | 8      | 14     | 7      | 7      | 2      | 3      | 12     | 2          | 68  |           |
| 7    | Italia Francesco Marcolini Edoardo Bianchi        | 15     | 9      | 4      | 2      | 8      | 4      | 6      | 11     | 8      | 6      | 16         | 74  |           |
| 8    | Germania Johannes Polgar Florian Spalteholz       | 10     | 7      | 11     | 5      | 6      | 1      | 5      | 13     | 4      | 3      | DNF        | 74  |           |
| 9    | Austria Roman Hagara Hans Peter Steinacher        | 12     | 10     | 14     | 10     | 11     | 3      | 3      | 9      | 5      | 5      | 14         | 82  |           |
| 10   | Grecia Iordanis Paschalidis Konstantinos Trigonis | 2      | 5      | 12     | 7      | 2      | 12     | 4      | 10     | 6      | 13     | DNF        | 82  |           |
| 11   | Francia Xavier Revil Christophe Espagnon          | 7      | 2      | 10     | DNS    | 9      | 10     | 10     | 4      | 10     | 7      | -          | 69  |           |
| 12   | Belgio Carolijn Brouwer Sebastien Godefroid       | 11     | 11     | 5      | 6      | 3      | 8      | 13     | 6      | DNF    | 9      | -          | 72  |           |
| 13   | Ucraina Pavlo Kalynchev Andriy Shafranyuk         | 4      | 15     | 6      | 13     | 15     | 11     | 12     | 14     | 13     | 11     | -          | 99  |           |
| 14   | Cina Youjia Luo Xiuke Chen                        | 9      | 14     | OCS    | DNF    | 13     | 5      | 14     | 5      | 12     | 14     | -          | 102 |           |
| 15   | Stati Uniti Jihnny Lovell Charlie Ogletree        | 14     | 12     | 7      | 11     | 12     | 14     | 15     | 15     | 14     | 15     | -          | 114 |           |

Legenda abbreviazioni
DSQ = Squalificato
DNF = Non terminata
DNS = Non partito
OCS = Rimasto sulla linea di partenza
CAN = Regata cancellata